# Virus Ravn
Espèce
Classification phylogénétique
- Espèce : Orthomarburgvirus marburgense
  - Virus : virus Marburg
  - Virus : virus Ravn

Le virus Ravn (RAVV) est un virus appartenant à l'espèce Orthomarburgvirus marburgense au même titre que le virus de Marburg, provoquant chez les primates des fièvres hémorragiques virales identiques à celles induites par le virus de Marburg. Initialement considéré comme un sous-type ce dernier, il a été décrit pour la première fois en 1996 à partir d'un jeune patient danois nommé Ravn, qui meurt onze jours après la manifestation des premiers symptômes. Il venait de visiter la grotte d'un volcan du Kenya abritant des chauves-souris, la grotte de Kitum. Cependant, une analyse génomique approfondie réalisée en 2006 a révélé l'existence de cinq lignées génétiques différentes : quatre d'entre elles ne différaient qu'à moins de 7,8 % au niveau de leurs nucléotides tandis que la cinquième s'en écartait jusqu'à 21,3 % ; les quatre premières lignées correspondaient à des variations du virus Marburg tandis que la cinquième a été définie comme virus Ravn.
Un virus est considéré comme un virus Ravn s'il partage les mêmes propriétés que le virus Marburg et si son génome diffère d'au moins 10 % de celui de la variante Musoke du virus Marburg (MARV/Mus) au niveau des nucléotides mais de moins de 10 % de celui de prototype Ravn de marburgvirus Marburg.  
La roussette d'Égypte, une espèce de chauves-souris, est considérée comme un réservoir naturel probable des marburgvirus depuis que plusieurs souches virales ont été isolées de ces mammifères en 2009. Des études complémentaires sont néanmoins encore nécessaire pour déterminer si les roussettes d'Égypte constituent bien le réservoir de ce virus ou sont simplement infectées au contact de ce réservoir, qui se trouverait alors chez une ou plusieurs autres espèces.